# Tier (grelha)
Na Internet, há diferentes redes de acesso para se ligar ao resto do mundo, o que forma uma hierarquia dos fornecedores de acesso à Internet, os ISPs. No extremo superior, há um número reduzido dos chamados ISPs de nível 1 conhecidos por Tier 1. A palavra tier significa sequência, ordem.

## Característica
A característica dos tiers 1 é que :
- têm uma capacidade fora do comum para troca de dados, da ordem dos 10 gigabytes/s (ver WLCG)
- estão ligados por fibra óptica diretamente aos outros tiers 1
- cada um está ligado a um importante grupo de tiers 2 (ISP de nível 2)
- possuem uma cobertura mundial
- têm uma confiabilidade superior a 99,50%